# Hagop Baronian
Hagop Baronian, Hakop Paronian (orm. Հակոբ Պարոնյան; ur. 19 listopada 1843 w Adrianopolu (ob. Edirne), zm. 27 maja 1891 w Stambule) – ormiański dramatopisarz i satyryk. Jeden z twórców ormiańskiej prozy realistycznej.

## Twórczość
Autor komedii Baghdasar achpar (Kolega Baltazara) (1886), nowel i zbioru portretów satyrycznych Azkajin czoczer (Filary narodu).